# 숀 루니
숀 마이클 루니(영어: Sean Michael Rooney, 1982년 11월 13일 ~ )는 미국의 은퇴한 배구 선수이다.